# Bourse de Belgrade
Pour les articles homonymes, voir Bourse.
La Bourse de Belgrade (en serbe : Beogradska Berza, a.d. et Београдска Берза, а.д.) ou BELEX est le marché officiel des actions en Serbie.

## Histoire
La Bourse de Belgrade a été fondée le 21 novembre 1894 et elle a réalisé ses premières transactions en janvier 1895. Ses dernières transactions furent effectuées en avril 1941, au moment de l'invasion du royaume de Yougoslavie par les forces de l'Axe. Elle fut officiellement fermée en 1953 par le régime communiste alors en place. Elle rouvrit ses portes en 1989 sous le nom de Marché des capitaux de Yougoslavie et elle reprit son ancien nom de Bourse de Belgrade en 1992.
En 2001 fut entreprise une vaste politique de privatisation et la Bourse de Belgrade commença à coter et à échanger les actions des entreprises récemment privatisées. En décembre 2001, elle signe un accord avec la bourse d'Athènes en vue de se doter d'un nouveau système permettant le recours à des transactions électroniques (OASIS electronic trading system). En 2002, les obligations de la république de Serbie commencèrent à s'y négocier et, en septembre 2004, la Bourse de Belgrade fut admise au sein de la Fédération des bourses d'Europe et d'Asie (FEAS),.
En mai 2003, un accord est signé entre le gouvernement luxembourgeois et la bourse de Belgrade qui inclut l'installation d'un dispositif d'accès à distance, et une participation financière de 425 000 euros du Luxembourg pour aider la bourse slave à se moderniser.
En 2004, l'index BELEXfm est créé pour suivre l'évolution des entreprises inscrites au marché non régulé. En décembre 2007, elle a signé un accord de partenariat avec les bourses de Macédoine, de Zagreb et Ljubljana.
En 2008, la crise emporte la bourse de Belgrade dans sa chute : de janvier à octobre, elle perd 58%.
En décembre 2008, un nouvel accord est signé avec le gouvernement du Luxembourg pour mettre en place au sein de la bourse de Belgrade un site de secours en cas d’incident et d’évacuation de la salle de marché principale. En décembre 2010, un nouvel accord est signé avec le Luxembourg et le Monténégro dans le cadre d'un transfert de technologie entre les bourses des trois pays.

## Indices
La bourse de Belgrade possède trois indices :
- BELEX15, créé en octobre 2005
- BELEXline, créé en avril 2007 (succédant à l'indice BELEXfm[1])
- SRX, créé en mars 2007.